# Alessandro Milesi (calciatore)
Alessandro Milesi (Milano, 9 febbraio 1897 – ...) è stato un calciatore italiano, di ruolo difensore.

## Carriera

### Giocatore
Arrivò all'Inter nella stagione 1911-1912, proveniente dall'U.S. Milanese. Giocò nella squadra nerazzurra fino alla stagione 1922-1923, vincendo uno scudetto nel 1919-1920. Si ritirò dal calcio giocato al termine dell'esperienza con la squadra nerazzurra dopo un grave infortunio subito a pochi minuti del termine della gara di campionato Internazionale-Pisa del 28 gennaio 1923.

## Palmarès
Campionato italiano: 1 
Inter: 1919-1920